# Champigny-sur-Marne
Champigny-sur-Marne település Franciaországban, Val-de-Marne megyében. Lakosainak száma 78 367 fő (2022. január 1.). Champigny-sur-Marne Le Perreux-sur-Marne, Saint-Maur-des-Fossés, Nogent-sur-Marne, Bry-sur-Marne, Chennevières-sur-Marne, Joinville-le-Pont, Le Plessis-Trévise és Villiers-sur-Marne községekkel határos.

## Népesség
A település népessége az elmúlt években az alábbi módon változott:
| Lakosok száma | 75 961 | 76 508 | 77 883 | 77 630 | 77 039 | 76 990 | 77 439 | 77 724 | 78 367 |
|               | 2013   | 2015   | 2016   | 2017   | 2018   | 2019   | 2020   | 2021   | 2022   |